# Каноза ди Пуля
Кано̀за ди Пу̀ля (на италиански: Canosa di Puglia, на апулски диалект: Canaus, лат.: Canusium, гръцки: Canusion) e град и община в провинция Барлета-Андрия-Трани, в регион Апулия, в Южна Италия.
Градът е разположен в долината на река Офанто и има 31 218 жители (1 януари 2009). Известен е с червеното си вино Rosso Canosa.
Наблизо се намира мястото на историческата Битка при Кана. Каноса ди Пуля е най-голямото археологично място на Апулия.
През древността Каноса ди Пуля се казва Канузиум и е основан според митологията от Диомед, герой от Троянската война.
Находките датират от 7. век пр.н.е. През 318 пр.н.е. се съюзява с Римската република. През 88 пр.н.е. се издига на муниципиум. След построяването на Виа Траяна градът става център на обработката на вълна.
През 3. век е в римската провинция Apulia et Calabria.
От Канузиум произлиза фамилията Бебии, като Публий Бебий Италик.